# Concavispina biseridens
La concavispina (Concavispina biseridens) è un rettile estinto appartenente ai talattosauri. Visse nel Triassico superiore (Carnico, circa 225 milioni di anni fa) e i suoi resti fossili sono stati ritrovati in Cina.

## Descrizione
Conosciuto per un singolo esemplare fossile (noto come ZMNH M8804) lungo circa 3,6 metri. Concavispina era piuttosto diverso dagli altri talattosauri poiché possedeva due file di denti smussati nella parte anteriore della mascella (da qui l'epiteto specifico biseridens), e un incavo a forma di V sul margine dorsale di ogni spina neurale nelle vertebre dorsali (da qui il nome Concavispina, ovvero "spina concava").
Concavispina possedeva un cranio grande, collo e zampe corti, e una lunga coda. Era uno dei più grandi talattosauri noti, secondo solo a Miodentosaurus come lunghezza e paragonabile ad Anshunsaurus; il cranio era molto grande (il più grande in proporzione rispetto a quello degli altri talattosauri) e raggiungeva 50 centimetri, circa metà della lunghezza del corpo. Un'altra caratteristica peculiare di questo animale era data dalle poche vertebre cervicali (meno di 5), che facevano risultare il cinto pettorale vicinissimo al cranio. La coda era lunghissima (erano presenti almeno 114 vertebre anche se la punta della coda non è conservata) e superava la metà della lunghezza dell'intero animale. Era compressa lateralmente a causa delle lunghe spine neurali e dei chevron che si protendevano da ogni vertebra. Il radio e l'ulna, così come la tibia e la fibula, erano molto corti se raffrontati all'omero e al femore. Le ossa carpali e tarsali erano debolmente articolate.

## Classificazione
Concavispina fa parte dei talattosauri, un gruppo di rettili marini tipici del Triassico e diffusi in Europa, Cina e Nordamerica. Si suppone che questo animale fosse un rappresentante molto specializzato del gruppo, a causa di molte caratteristiche morfologiche. Si pensa che il più stretto parente di Concavispina fosse Xinpusaurus, anch'esso del Triassico superiore cinese, di dimensioni molto minori. Entrambi questi animali possedevano una mascella incurvata verso l'insù nella parte terminale, la parte prossimale dell'omero più ampia della parte distale e la presenza di meno di cinque vertebre cervicali.

## Paleoecologia
Come tutti i talattosauri, Concavispina era un rettile marino che probabilmente nuotava grazie all'ondeggiamento laterale del corpo allungato. Le zampe erano troppo corte per fornire una forza propulsiva. Concavispina era probabilmente un nuotatore meno potente del suo stretto parente Xinpusaurus a causa delle spine neurali più corte con incavi a forma di V, che offrivano meno superficie di ancoraggio al muscolo M. semispinalis (il principale muscolo lungo la parte superiore della coda nella maggior parte dei rettili). Anche la coda era più corta rispetto a quella di Xinpusaurus.
I larghi denti anteriori e i sottili denti posteriori indicano che Concavispina si nutriva di animali a corpo molle, come pesci e meduse, mentre Xinpusaurus, con denti anteriori appuntiti e denti posteriori larghi, si nutriva probabilmente di prede con gusci duri.
I fossili di Concavispina sono stati ritrovati nella formazione Xiaowa nella regione di Guangling, Guizhou, un Lagerstätte fossile con centinaia di resti di talattosauri e invertebrati crinoidi. Concavispina visse accanto a molte altre specie di talattosauri: Anshunsaurus huangguoshuensis, Miodentosaurus brevis, Xinpusaurus suni, Xinpusaurus bamaolinensis, e Xinpusaurus kohi (queste ultime due sono considerate ora sinonimi di X. suni).